# Alexandra Holdenová
Alexandra Holdenová, nepřechýleně Alexandra Holden (* 30. dubna 1977 Northfield, Minnesota), je americká filmová a televizní herečka, která na filmovém plátně debutovala v roce 1997.

## Biografie
Narodila se roku 1977 v minnesotském Northfieldu do rodiny Kristy a Barryho Holdenových.
Postavu Mary Johansonové ztvárnila ve filmu Krása na zabití a jako Fern Rogersová se objevila ve snímku Lincolnská střední. V roce 2003 zpracovala hlavní úlohu Marion Harringtonové v komorním thrilleru Smrt přichází v bílém, kde jako jediná z rodiny jedoucí na štědrovečerní večeři k prarodičům, přežila záhadnou noční cestu nekonečnou lesní silnicí.
Hrála také televizní role, stejně jako ve videoklipech, například v písni skupiny Aerosmith „Hole in My Soul“. V americkém seriálu Přátelé představovala Rossovu přítelkyni Elizabethu Stevensovou. Další postavy vytvořila v seriálech Ally McBealová, Six Feet Under, Private Practice, Sběratelé kostí a Námořní vyšetřovací služba.
Manželství s americkým hercem a hudebníkem Johnny Strongem skončilo rozvodem.

## Herecká filmografie
| Rok       | film                               | role                 | poznámka |
| --------- | ---------------------------------- | -------------------- | --- |
| 1997      | The Last Time I Committed Suicide  | Vicky                | |
| 1997      | Svatba naruby                      | Meredith             | |
| 1998      | Zapadákov                          | Vivian               | |
| 1999      | Krásná Guinevere                   | andělská dívka       | |
| 1999      | Ed TV                              | studentka            | |
| 1999      | Krása na zabití                    | Mary Johanson        | |
| 2001      | Lincolnská střední                 | Fern Rogers          | |
| 2001      | Vzpoura                            | Frania Beatus        | televizní film |
| 2002      | Nebezpečná přání                   | Samantha Warren      | |
| 2002      | Americká zbraň                     | Mia                  | |
| 2002      | Four Reasons                       | sestřička            | |
| 2002      | Žába k zulíbání                    | Lulu                 | |
| 2003      | Smrt přichází v bílém              | Marion Harrington    | |
| 2003      | Moving Alan                        | Dee Dee              | |
| 2003      | Láskou praštěná                    | Scarlett Smith       | |
| 2003      | Purgatory Flats                    | Sunny Burkhardt      | |
| 2005      | Everything's Gone Green            | Rosemary             | krátkometrážní |
| 2005      | Teorie oken                        | Kate                 | |
| 2005      | Vše, co můžeš chtít                | Jessica Lindstrom    | televizní film |
| 2006      | Special                            | Maggie               | |
| 2006      | Wasted                             | Amber                | |
| 2006      | A Trick of the Mind                | Jennifer             | TV film |
| 2006      | A Dead Calling                     | Rachel Beckwith      | |
| 2007      | All the Days Before Tomorrow       | Alison               | |
| 2008      | The Frequency of Claire            | Claire               | |
| 2008      | Dark Reel                          | Scarlett May         | |
| 2009      | Absolventka                        | roztomilá holka      | |
| 2010      | Dělat zázraky                      | Natasha Waverly      | televizní film |
| 2011      | Rozkošná Molly                     | Hannah               | |
| 2011      | Let Go                             | Kelly                | |
| 2013      | In a World...                      | Jamie                | |
| Rok       | seriál                             | role                 | poznámka |
| 1996–1997 | Mr. Rhodes                         | Dani Swanson         | „The Christmas Show“ (1. sezóna: 11. díl) „The Sexism Show“ (1. sezóna: 12. díl) „The Italian Show“ (1. sezóna: 14. díl) |
| 1997      | Cracker                            | Debbie               | „Hell Hath No Fury“ (1. sezóna: 5. díl) „An American Dream“ (1. sezóna: 11. díl) |
| 2000      | Once and Again                     | Cassidy              | „Sneaky Feelings“ (1. sezóna: 14. díl) „A Door, About to Open“ (1. sezóna: 22. díl) |
| 2000      | Přátelé                            | Elizabeth Stevens    | „The One Where Ross Dates a Student“ (6. sezóna: 18. díl) „The One with Joey's Fridge“ (6. sezóna: 19. díl) „The One Where Ross Meets Elizabeth's Dad“ (6. sezóna: 21. díl) „The One Where Paul's the Man“ (6. sezóna: 22. díl) „The One with the Proposal: Part 1“ (6. sezóna: 24. díl) |
| 2001      | Ally McBealová                     | Jane Wilco           | „The Getaway“ (4. sezóna: 16. díl) „Home Again“ (4. sezóna: 22. díl) „The Wedding“ (4. sezóna: 24. díl) |
| 2002      | Six Feet Under                     | Rebecca Leah Milford | „In the Game“ (2. sezóna: 1. díl) |
| 2004      | Volání mrtvých                     | Jackie Connors       | „Drop Dead Gorgeous“ (1. sezóna: 13. díl) |
| 2006      | Chirurgové                         | Jaime Carr           | „Where the Boys Are“ (3. sezóna: 7. díl) |
| 2007      | Friday Night Lights                | Suzy                 | „Black Eyes and Broken Hearts“ (1. sezóna: 16. díl) „I Think We Should Have Sex“ (1. sezóna: 17. díl) „Extended Families“ (1. sezóna: 18. díl) „Ch-Ch-Ch-Ch-Changes (1. sezóna: 19. díl) „Best Laid Plans“ (1. sezóna: 21. díl)                                                          |
| 2008      | Kriminálka Miami                   | Carla Hoyle          | „Gone Baby Gone“ (7. sezóna: 8. díl) |
| 2008      | Private Practice                   | Laura Larson         | „Serving Two Masters“ (2. sezóna: 6. díl) |
| 2009      | Odložené případy                   | Caroline Kemp        | „Libertyville“ (6. sezóna: 19. díl) |
| 2009      | Milionový lékař                    | Zoe Hill             | „Wonderland“ (1. sezóna: 12. díl) |
| 2010      | Mentalista                         | Crystal Hargrove     | „Blood in, Blood Out“ (2. sezóna: 14. díl) |
| 2011      | Franklin & Bash                    | Debbie Wilcox        | „Pilot“ (1. sezóna: 1. díl) „She Came Upstairs to Kill Me“ (1. sezóna: 2. díl) „Jennifer of Troy“ (1. sezóna: 3. díl) „Bro-Bono“ (1. sezóna: 4. díl) „Big Fish“ (1. sezóna: 6. díl) |
| 2011      | Friends with Benefits              | Dakota               | „Pilot“ (1. sezóna: 1. díl) |
| 2011      | Man Up!                            | Rebecca              | „High Road is the Guy Road“ (1. sezóna: 6. díl) |
| 2011      | V utajení                          | Grace Langford       | „Horse to Water“ (2. sezóna: 14. díl) |
| 2012      | Rizzoli & Isles: Vraždy na pitevně | Lydia Sparks         | „Crazy for You“ (3. sezóna: 7. díl) „Home Town Glory“ (3. sezóna: 9. díl) „Melt My Heart to Stone“ (3. sezóna: 10. díl) |
| 2012      | Sběratelé kostí                    | Margot Sandoval      | „The Partners in the Divorce“ (8. sezóna: 2. díl) |
| 2012      | Námořní vyšetřovací služba         | Brooke Fenton        | „Shell Shock (Part II)“ (10. sezóna: 7. díl) |